# Station Chabenet
Station Chabenet is een spoorwegstation in de Franse gemeente Le Pont-Chrétien-Chabenet.